# Stina Jackson
Anna Stina Elisabeth Jackson, född Olofsson 1 september 1983 i Skellefteå, är en svensk författare bosatt i USA, känd för att ha skrivit deckaren Silvervägen.

## Biografi
Stina Jackson debuterade 2018 med kriminalromanen Silvervägen, som bland annat har belönats med Glasnyckeln. Romanen har beskrivits som en mörk och långsam historia om en pappas tröstlösa sökande i Västerbotten efter sin sedan länge försvunna dotter.
År 2020 gav hon ut romanen Ödesmark, som utspelar sig i den lilla byn med samma namn utanför Arvidsjaur. Tiden tycks stå still, men det händer saker, långsamt och suggestivt, där en genuin gemenskap går hand i hand med stora och små intriger och konspirationer. Recensenten Magnus Persson beskrev boken som "högkvalitativ underhållning, skriven med en nyanserad och existentiellt finkalibrerad prosa".

## Priser och utmärkelser
- 2018 – Nominerad till Crimetime Specsavers Award (Årets deckardebut) för Silvervägen[6]
- 2018 – Nominerad till Storytel Awards för Silvervägen[7]
- 2018 – Den gyllene kofoten (Årets bästa kriminalroman) för Silvervägen[8]
- 2019 – Årets bok för Silvervägen[9]
- 2019 – Glasnyckeln för Silvervägen[4]